# Nieuport-i brit emlékmű
A nieuporti brit emlékmű (Nieuport Memorial) egy első világháborús emlékmű, amely a belgiumi Nieuport közelében elesett és ismeretlen helyen nyugvó nemzetközösségi katonák előtt tiszteleg.

## Az emlékmű
Az emlékmű a Lombardsijde felé vezető út és a nieuporti kikötőbe tartó út kereszteződésében áll. Az emlékmű egy nyolc méter magas oszlop, amely euville-i mészkőből készült. Alsó részét bronztáblák borítják, amelyekre 566 eltűnt brit katona nevét írták. A katonák többsége a város közelében 1917 nyarán folyó heves harcokban esett el, húszan viszont a Királyi Haditengerészeti Hadosztály (Royal Naval Division) tagjai voltak, és 1914 októberében, Antwerpen védelmében haltak meg. Az emlékmű egy háromszögletű talapzat közepén áll, amelynek sarkaira kőoroszlánokat helyeztek. Tervezője William Bryce Binnie, a nemzetközösségi hadisírokat gondozó bizottság (Imperial War Graves Commission) építésze volt, aki a Királyi Felföldi Ezred (Royal Highland Regiment) tagjaként maga is részt vett az első világháborúban. Az oroszlánok Charles Sargeant Jagger szobrász, háborús veterán alkotásai. Az emlékművet 1928. júliusban avatta fel hivatalosan Sir George Macdonogh altábornagy.
2023 óta az első világháború temetői és emlékhelyei részeként a világörökséghez tartozik.

## Történelmi háttér
A német hadsereg 1914. augusztus 4-én kezdte meg Belgium invázióját, hogy átkarolja a franciákat. Három héten belül elestek Liege és Namur erődjei, a belga csapatok pedig Antwerpenig, a várost védelmező erődrendszerbe vonultak vissza. Az Alexander von Kluck tábornok által irányított I. német hadsereg elhaladt a város mellett, és délnyugati irányban folytatta útját a belga-francia határ felé. Szeptember 28-án a német tüzérség megkezdte a külső erődrendszer bombázását. Október elején a német gyalogság is bekapcsolódott a belga erődítmények felszámolásába. A britek attól tartottak, hogy Antwerpen kikötőjének eleste kiszolgáltatottá teszi őket, ezért bevetették a frissen alapított Királyi Haditengerészeti Hadosztályt a város védelmében. Az első brit tengerészgyalogosok október 4-én érkeztek meg, és felváltották a 21. belga ezredet.
Másnap a németek Liernél, húsz kilométerre Antwerpentől átkeltek a Nethe-folyón. Október 6-án reggel két újabb brit dandár érkezett a városba. Este a  belgák kénytelenek voltak feladni a külső erődövet, és visszavonulni a belsőbe. Október 7-én a német csapatok átkeltek a Scheldten, és megkezdték a város ágyúzását. Október 8-án a Belga Tábori Hadsereg kiürítette Antwerpent, amelyet a belga és brit csapatok megpróbáltak megtartani. Október 9-én a németek betörtek a városba, és Antwerpen elesett.
A brit csapatok csak 1917. júniusban tértek vissza ebbe a szektorba, amikor a 32. hadosztály felváltotta a Nieuportnál állomásozó franciákat egy tervezett szövetséges partraszállás előkészületeként. A német tengerészgyalogosok megelőző támadást indítottak júliusban az Yser mentén elhelyezkedő brit egységek ellen, és a szövetségesek kénytelenek voltak letenni a partraszállásról (Operation Hush). Több mint 260 brit katona, akinek a neve az emlékművön szerepel, az 1917. július 10-én a flandriai német tengerészgyalogos-erőkkel folytatott harcokban esett el.